# Paula Fernandes
Paula Fernandes de Souza (Sete Lagoas, Minas Gerais, 1984. augusztus 28. –) brazil country-sertanejo énekes és dalszerző.

## Albumok
- Paula Fernandes (1993)
- Ana Rayo (1995)
- Canções do Vento Sul (2005)
- Dust in the Wind (2007)
- Pássaro de Fogo (2009)
- Paula Fernandes: Ao Vivo (2011)